# Z Nation
Z Nation é uma série de televisão americana dos gêneros ação e comédia zumbi exibida pelo Syfy, produzida por The Asylum e criada por Karl Schaefer e Craig Engler.
A primeira temporada tem 13 episódios e estreou em 12 de setembro de 2014. Em 13 de março de 2015, a 1ª temporada da série, foi disponibilizada no Brasil pela Netflix.
Em 20 de outubro de 2014, o Syfy anunciou que renovou a série para uma segunda temporada, que tem 15 episódios e estreou em 11 de setembro de 2015. Em 17 de janeiro de 2016 a 2ª temporada da série foi disponibilizada no Brasil pela Netflix
Em 6 de novembro de 2015, a série foi renovada para uma terceira temporada que estreou em 16 de Setembro de 2016.
Em 29 de Novembro de 2016, a série foi renovada para sua quarta temporada que irá ao ar em 2017, e foi confirmada que essa temporada terá 13 Episódios. Na San Diego Comic-Con 2017, foi revelado que a quarta temporada irá estrear em 29 de Setembro de 2017.
Em 22 de Dezembro de 2018, a série foi oficialmente cancelada pela Syfy após 5 temporadas.

## Sinopse
Z Nation começa três anos em um apocalipse zumbi causado por vírus, que já matou a maioria dos humanos. Nos dias anteriores à separação da sociedade, Murphy era um dos três presos na prisão naval de Portsmouth, em Kittery, Maine, que não estavam dispostos a participar de um experimento aprovado pelo governo. Cada preso recebeu uma vacina de teste diferente. Murphy foi o único a sobreviver com sucesso à sua injeção de vacina. Ele é o único sobrevivente conhecido de uma mordida de zumbi que não se transformou em zumbi e seu sangue contém anticorpos que são a última e melhor esperança da humanidade para uma vacina.
Um grupo deve transportar Murphy de Nova York para o último laboratório de pesquisa de Centros de Controle de Doenças do mundo conhecido atualmente na Califórnia. No entanto, Murphy abriga um segredo obscuro que os ameaça a todos.

## Elenco

### Principal
| Ator                   | Personagem                   | Temporadas | Temporadas                  | Temporadas                  | Temporadas                  | Temporadas                  |
| Ator                   | Personagem                   | 1          | 2                           | 3                           | 4                           | 5                           |
| ---------------------- | ---------------------------- | ---------- | --------------------------- | --------------------------- | --------------------------- | --------------------------- |
| Kellita Smith          | Tenente Roberta Warren       | Principal  | Principal                   | Principal                   | Principal                   | Principal                   |
| Keith Allan            | Murphy                       | Principal  | Principal                   | Principal                   | Principal                   | Principal                   |
| Tom Everett Scott      | Sargento Charles Garnett     | Principal  |                             |                             |                             |                             |
| Harold Perrineau Jr    | Tenente Mark Hammond         | Principal  |                             |                             |                             |                             |
| Anastasia Baranova     | Addy Carver                  | Principal  | Principal                   | Principal                   | Principal                   | Principal                   |
| Russell Hodgkinson     | Doc                          | Principal  | Principal                   | Principal                   | Principal                   | Principal                   |
| Nat Zang               | Tommy / 10 mil               | Principal  | Principal                   | Principal                   | Principal                   | Principal                   |
| Michael Walch          | Mack Thompson                | Principal  | Principal                   |                             |                             |                             |
| Pisay Pao              | Cassandra                    | Principal  | Principal                   | Participação                |                             |                             |
| DJ Qalls               | Simon / Cidadão Z            | Principal  | Principal                   | Principal                   | Principal                   | Principal                   |
| Emilio Rivera          | Hector ''Escorpion'' Alvarez |            | Recorrente                  | Principal                   |                             |                             |
| Matt Cedeño            | Javier Vasquez               |            | Principal                   | Principal                   |                             |                             |
| Sydney Viengluang      | Sun Mei                      |            | principal Só na 3 temporada | principal Só na 3 temporada | principal Só na 3 temporada | principal Só na 3 temporada |
| Natalie Jongjaroenlarp | ''Red''                      |            |                             | Principal                   | Principal                   | Principal                   |
| Grace Phipps           | Sarge                        |            |                             |                             | Principal                   | Principal                   |
| Ramona Young           | Kaya                         |            |                             | Principal                   | Principal                   | Principal                   |
| Holden Goyette         | "5 mil''                     |            |                             | Recorrente                  |                             |                             |
| Joseph Gatt            | ''O Cara''                   |            |                             | Recorrente                  | Recorrente                  | Recorrente                  |

- Kellita Smith como Tenente Roberta Warren (1-presente)
- DJ Qualls como Simon / Cidadão Z (1-presente)
- Anastasia Baranova como Addy Carver (1-presente)
- Keith Allan como Murphy (1-presente)
- Nat Zang como Tommy / 10 mil (1-presente)
- Russell Hodgkinson como Doc (1-presente)
- Sydney Viengluang como Sun Mei (3-presente)
- Joseph Gatt como ''O Cara'' (3-presente)
- Ramona Young como Kaya (3-presente)
- Michael Welch como Mack Thompson (1-2)
- Pisay Pao como Cassandra (1-3)
- Tom Everett Scott como Sargento Charles Garnett (1)
- Emilio Rivera como Hector ''Escorpion'' Alvarez (2-3)
- Matt Cedeño como Javier Vasquez (2-3)
- Harold Perrineau Jr. como Tenente Mark Hammond (1)
- Natalie Jongjaroenlarp como ''Red'' (3-presente)
- Holden Goyette como ''5 mil'' (3)
- Grace Phipps como Sarge (4-presente)
- Henry Rollins como Tenente Mueller (4-presente)

### Recorrente
- Sara Coates como Serena (1-3)
- Cora M. Abdallah como Lucy (2-presente)
- Gina Gershon como La Reina (2)
- Lisa Coronado como Dra. Marilyn Merch (1-3)

- Mark Carr como Sketchy (1-presente)
- Doug Dawson como Skeezy (1-presente)
- Donald Corren como Dr. Walter Kurian (2-3)

### Convidado
- Emilio Rivera como Hector Alvares
- Yuji Okumoto como Bernt
- Kelly McGillis como Helen
- Bill Moseley como General McCandles
- Jason Gallagher como Keith Richards
- Conner Marx como Cosmonauta Yuri
- Christy Choi como Brittany
- Tom Beyer como Dean
- Missi Pyle como Bernadette
- George R. R. Martin como Ele mesmo zumbi
- Scott Roddan como Donner
- Eddie Spears como Gorden Firecloud / Águia Vermelha
- Tinsel Korey como Ayalla Firecloud
- Anthony Michael Hall como Gideon Gold
- William Sadler como Sam Custer
- John Wu como Tenente Mong

## Visão geral
| 1 | 13 | 12 de setembro de 2014 | 5 de dezembro de 2014  | 10 de fevereiro de 2015 |
| 2 | 15 | 11 de setembro de 2015 | 18 de dezembro de 2015 | -                       |
| 3 | 15 | 16 de setembro de 2016 | 16 de dezembro de 2016 | -                       |
| 4 | 13 | 29 de setembro de 2017 | 15 de dezembro de 2017 | -                       |
| 5 | 13 | 05 de Outubro 2018     | 28 de dezembro de 2018 |                         |

## Episódios

### 1ª Temporada
| No. na série | No. | Título                                                       | Diretor(es)       | Escritor(es)                   | Exibição Estados Unidos — Brasil           | Audiência (em milhões) |
| --- | --- | ------------------------------------------------------------ | ----------------- | ------------------------------ | ------------------------------------------ | ---------------------- |
| 1 | 1   | "Puppies and Kittens Filhotes"                               | John Hyams        | Karl Schaefer                  | 12 de Setembro de 2014 13 de Março de 2015 | 1.58                   |
| Três anos No apocalipse zumbi, Lt. Hammond monta uma equipe de heróis diários para transportar o único sobrevivente de uma mordida zumbi de Nova York para a Califórnia, na esperança de usar seu sangue para uma vacina. |     |                                                              |                   |                                |                                            |                        |
| 2 | 2   | "Fracking Zombies Ensinando Zumbis"                          | John Hyams        | Michael Cassutt                | 19 de Setembro de 2014 13 de Março de 2015 | 1.62                   |
| Em Nova Jersey, os sobreviventes ficam sem combustível e embarcam em uma perigosa missão para reabastecer seu suprimento. Enquanto isso, o passado de Cassandra volta para assombrá-la. |     |                                                              |                   |                                |                                            |                        |
| 3 | 3   | "Philly Feast Banquete na Filadélfia"                        | Luis Prieto       | Eric Wallace and Karl Schafer  | 26 de Setembro de 2014 13 de Março de 2015 | 1.14                   |
| Na Filadélfia, a equipe se encontra com o grupo que Cassandra tem tentado escapar. Cassandra revela que ela era anteriormente parte de um culto canibal, agindo como uma prostituta para seduzir as pessoas para que o grupo pudesse sequestrar e comê-las. Este grupo, é liderado por um homem chamado Tobias Campbell, que quer a Cassandra de volta. |     |                                                              |                   |                                |                                            |                        |
| 4 | 4   | "Full Metal Zombie Zumbi de Aço Completo"                    | Michael Robison   | Eric Bernt                     | 3 de Outubro de 2014 13 de Março de 2015   | 1.55                   |
| O que é pior do que os zumbis? Soldados Zumbis. O misterioso passado de 10K é revelado. |     |                                                              |                   |                                |                                            |                        |
| 5 | 5   | "Home Sweet Zombie Lar Doce Lar Zumbi"                       | Luis Prieto       | Dan Merchant                   | 10 de Outubro de 2014 13 de Março de 2015  | 1.26                   |
| Os sobreviventes visitam a cidade natal de Warren, mas eles vão encontrar o marido desaparecido de Warren?. Enquanto isso também tem um tornado zumbi na cidade. |     |                                                              |                   |                                |                                            |                        |
| 6 | 6   | "Resurrection Z Ressurreição Z"                              | John Hyams        | Craig Engler                   | 17 de Outubro de 2014 13 de Março de 2015  | 1.57                   |
| O grupo chega em Hannibal, Missouri e se refugia em uma base liderada pelo ex-companheiro da equipe de Garnett, Joe Williams. Um culto liderado por um homem chamado Jacob doutrinou as pessoas a fazer suas obras de loucuras. Vários membros da seita conseguem se infiltrar na base retornar e fingir que eles renunciaram ao culto. Como zumbis e pessoas de Jacob invadem o composto, Garnett é morto por Jacob enquanto leva um tiro no lugar de Murphy. |     |                                                              |                   |                                |                                            |                        |
| 7 | 7   | "Welcome to the Fu-Bar Bem-Vindos ao Fu-Bar"                 | Abram Cox         | Jennifer Derwingson            | 24 de Outubro de 2014 13 de Março de 2015  | 1.34                   |
| No oeste do Kansas, a equipe param em um bar chamado de Fu-Bar, assim como um rebanho gigante de zumbis dirige para a cidade. Mack e Addy se separam e escolhem a cabeça fora por conta própria. Enquanto isso, tem um concurso de tiro zumbi, que 10K entra com entusiasmo. Ele ganha o concurso e o prêmio é um Barrett M82, mas decide daraa Bretanha, a menina que ficou em segundo lugar. Murphy descobre sua saliva torna um imunológico humano normal para o vírus zumbi, quando ele morde um homem em uma briga que depois é morto e não se torna um zumbi. |     |                                                              |                   |                                |                                            |                        |
| 8 | 8   | "Zunami"                                                     | John Hyams        | Dan Merchant                   | 31 de Outubro de 2014 13 de Março de 2015  | 1.10                   |
| O grupo é forçado a ficar em uma cidade chamada Nebraska quando o tsunami zumbi chega até eles. O Cidadão Z encontra um cosmonauta soviético que parece ser da Aurora Boreal a uma finalidade. Este cosmonauta é revelado para ser um produto de sua imaginação privada de oxigênio, que está tentando avisar ao Cidadão Z sobre o suprimento de ar falhando. |     |                                                              |                   |                                |                                            |                        |
| 9 | 9   | "Die, Zombie, Die... Again Morra, Zumbi, Morra... Novamente" | Tim Andrew        | Dan Merchant & Karl Schaefer   | 7 de Novembro de 2014 13 de Março de 2015  | 1.30                   |
| As dificuldades de Mack e Addy são enormes quando estão separados do grupo. |     |                                                              |                   |                                |                                            |                        |
| 10 | 10  | "Going Nuclear Ficando Radioativo"                           | Nick Lyon         | Craig Engler & Michael Cassutt | 14 de Novembro de 2014 13 de Março de 2015 | 1.49                   |
| Os sobreviventes devem evitar um colapso nuclear, ao lidar com zombies brilhantes e radioativos. |     |                                                              |                   |                                |                                            |                        |
| 11 | 11  | "Sisters of Mercy Irmãs da Misericórdia"                     | Rachel Goldenberg | Jennifer Derwingson            | 21 de Novembro de 2014 13 de Março de 2015 | 1.40                   |
| Mack e Addy se reunem com o resto do grupo. Eles encontram uma comunidade só de mulheres cuja líder, Helen, concorda em abrigar apenas as três mulheres do grupo, como ela acredita que todos os homens são maus. O grupo descobre que quando os meninos da comunidade completam 13 anos, eles são forçados a sair. Um homem que abusou de sua esposa é jogado em um celeiro para ser comido por um urso zumbi, como acontece com todos os homens que tentam fazer mal as mulheres da comunidade.                                                                   |     |                                                              |                   |                                |                                            |                        |
| 12 | 12  | "Murphy's Law A Lei de Murphy"                               | Tim Andrew        | Michael Cassutt                | 28 de Novembro de 2014 13 de Março de 2015 | 1.61                   |
| Murphy é sequestrado por três sobreviventes: Zimmerman, Janis, e Henry. Eles dirigem a uma Farmacêuticos em um armazém infestado de zumbis, onde eles planejam usar a imunidade de Murphy para ajudá-los roubar drogas. Murphy descobre que ele tem habilidades de controle da mente, que ele usa por cuspir em cantinas de seus sequestradores. |     |                                                              |                   |                                |                                            |                        |
| 13 | 13  | "Doctor of the Dead O Doutor da Morte"                       | John Hyams        | John Hyams & Karl Schaefer     | 28 de Dezembro de 2014 13 de Março de 2015 | 1.44                   |
| A equipe é redirecionada para um laboratório de Colorado, onde eles esperam encontrar Dr. Merch. |     |                                                              |                   |                                |                                            |                        |

### 2ª Temporada
| No. na série | No. | Título                                                  | Diretor(es)       | Escritor(es)                   | Exibição Estados Unidos — Brasil             | Audência (em milhões) |
| --- | --- | ------------------------------------------------------- | ----------------- | ------------------------------ | -------------------------------------------- | --------------------- |
| 14 | 1   | "The Murphy O Tal do Murphy"                            | John Hyams        | Karl Schaefer                  | 11 de Setembro de 2015 17 de Janeiro de 2016 | 0.94                  |
| Momentos após o lançamento das armas nucleares táticas desencadeadas por Murphy. Nossos heróis se separaram quando eles tentam fugir da explosão iminente. Cidadão Z encontra-se lutando contra zumbis descongelados e incapaz de se comunicar com a equipe. Em uma tentativa desesperada para ajudá-los em sua busca para chegar à Califórnia e o Cidadão Z emite uma recompensa no ar para Murphy. De repente, todo mundo quer um pedaço do Murphy, incluindo um caçador de recompensas misterioso e mortal, Vasquez. |     |                                                         |                   |                                |                                              |                       |
| 15 | 2   | "White Light Luzes Brancas"                             | John Hyams        | Jhon Hyams                     | 18 de Setembro de 2015 17 de Janeiro de 2016 | 0.88                  |
| O grupo é atacado por vários caçadores de recompensas e estão presos em um tiroteio. Cada membro do grupo passa por experiências de quase-morte como eles são quase mortos por caçadores de recompensa anónimos. Vasquez salva Roberta de um caçador de recompensas. Mack é mordido depois de entrar em uma escadaria infestada de zumbis. Addy atira na cabeça de Mack quando vê que ele se tornou um zumbi. |     |                                                         |                   |                                |                                              |                       |
| 16 | 3   | "Zombie Road Estrada dos Zumbis"                        | Dan Merchant      | Dan Merchant                   | 25 de Setembro de 2015 17 de Janeiro de 2016 | 0.99                  |
| Nossos heróis conseguem finalmente rastrear Murphy para baixo. Eles vêm através de uma caravana, uma caravana de sobreviventes desesperados transportando vítimas da explosão nuclear para a segurança. Ao longo do caminho eles são atacados por "Blasters," zumbis mutantes super rápidos pela precipitação da radiação. Nossos heróis são introduzidos para "Z-Weed," uma tensão ultra-potente de maconha cultivada em composto zumbi. Eles vão em busca do "Lote 47", uma cura potencial para o vírus zumbi. |     |                                                         |                   |                                |                                              |                       |
| 17 | 4   | "Batch 47 Lote 47"                                      | Alexander Yellen  | Michael Cassutt                | 2 de Outubro de 2015 17 de Janeiro de 2016   | 0.90                  |
| Os sobreviventes entram em busca de uma "natural" cura para o vírus zumbi em uma estufa que está sendo vigiada por zumbis-plantas híbridos. |     |                                                         |                   |                                |                                              |                       |
| 18 | 5   | "Zombaby!"                                              | Rachel Goldenberg | Jennifer Derwingson            | 9 de Outubro de 2015 17 de Janeiro de 2016   | 0.88                  |
| O grupo viaja para uma chamada Comunidade Menonita em tempo para Serena para dar à luz a uma menina. 10K e Addy estão infectadas com antraz. Apesar dos menonitas ser útil e cooperativa para o grupo, Roberta é forçado a roubar os menonitas de suas rações restantes de antibióticos a fim de salvar 10K e Addy. Uma horda de zumbis ataca o grupo logo após o nascimento do bebê, e na luta que se seguiu, Serena é mordida e se torna uma zumbi e Roberta a mata. |     |                                                         |                   |                                |                                              |                       |
| 19 | 6   | "Zombie Baby Daddy Bebê do Papai"                       | Tim Cox           | Craig Engler                   | 16 de Outubro de 2015 17 de Janeiro de 2016  | 0.84                  |
| O grupo acaba em Springfield, Illinois, onde eles lutam contra zumbis. Murphy se separa do grupo, por medo de que eles possam levar o bebê embora e matá-la. Vasquez se separa do grupo. E Roberta vai atrás de Vasquez. Os dois são feridos e acabam em um hospital abandonado, onde Vasquez revela que ele estava procurando o homem que matou sua esposa e sua filha. Sob as ordens de Murphy, Cassandra não deixa ninguém sair do grupo até Murphy voltar. 10K é forçado a matar Cassandra quando eles acabam em conflito. Murphy encontra um casal em uma casa isolada, morde-os e deixa o bebê em seu cuidado antes de se juntar ao grupo. |     |                                                         |                   |                                |                                              |                       |
| 20 | 7   | "Down The Mississippi Descendo O Mississippi"           | John Hyams        | John Hyams                     | 23 de Outubro de 2015 17 de Janeiro de 2016  | 0.76                  |
| O grupo viaja para o sul, de barco ao longo do rio Mississippi em direção Memphis, Tennessee. Eles encontram um grupo de zumbis que atacam o barco. Na luta que se seguiu contra os zumbis, o grupo sofre um acidente de barco mas o único que se separa é 10K. Embora a pesquisa para o grupo, 10K encontra dois homens, Sketchy e Skeezy, que convencem 10K que eles sabem como encontrar o seu grupo. O trio encontram um grupo de pessoas em uma liquidação e devido a algum mal-entendido, sejam julgados e condenados à morte por enforcamento por traição pelo líder do grupo, conhecido como Escorpion. Felizmente, 10K fez amizade com um dos membros do grupo anteriores, e disse-lhe onde ele estava pensando em encontrar-se com o resto do seu grupo. Ela consegue encontrar o resto do grupo. A mulher leva o grupo de volta para o assentamento e resgatam 10K. |     |                                                         |                   |                                |                                              |                       |
| 21 | 8   | "The Collector O Colecionador"                          | Dan Merchant      | Dan Merchant                   | 30 de Outubro de 2015 17 de Janeiro de 2016  | 0.87                  |
| Murphy é separado do resto do grupo e cai em uma armadilha preparada por um colecionador de zumbis. Enquanto em cativeiro, Murphy é forçado a contar toda a história de como ele veio a ser a pessoa que ele é agora. O resto do grupo procura por Murphy em uma cidade pequena. 10K é o primeiro a encontrá-lo, mas também é capturada pelo colecionador de zumbis. O resto do grupo chegam para resgatar Murphy e 10K. |     |                                                         |                   |                                |                                              |                       |
| 22 | 9   | "RoZwell Roswell com Z"                                 | Jason McKee       | Craig Engler                   | 6 de Novembro de 2015 17 de Janeiro de 2016  | 0.84                  |
| O grupo encontra uma comunidade isolada de pessoas perto de Roswell, Novo México, liderado por uma mulher chamada Bernadette. Bernadette afirma estar em contato com formas de vida alienígenas. 10K acredita que há uma base subterrânea oculta, que Roberta deduz poderia conter equipamento de rádio. Eles pedem a Bernadette para levá-los a esta base subterrânea. Ao longo do caminho, eles encontram e matam o que parece ser um alienígena. Eventualmente, eles confrontam duas formas de vida alienígenas, um dos quais tenta raptar Bernadette. Eles fatalmente ferem o sequestrador alienígena, que acaba por ser um dos membros da comunidade vestido em um terno especial. Ele também foi o último piloto de testes da base escondida antes de ter sido invadida por zumbis como os que haviam matado antes. |     |                                                         |                   |                                |                                              |                       |
| 23 | 10  | "We Were Nowhere Near the Grand Canyon Tsunami Zumbi"   | Juan A. Mas       | Eric Bernt                     | 13 de Novembro de 2015 17 de Janeiro de 2016 | 0.67                  |
| A equipe divide-se por causa de uma horda de zumbis em massa, e encontra uma luta tribo do nativo americano contra si mesmo. |     |                                                         |                   |                                |                                              |                       |
| 24 | 11  | "Corporate Retreat Hotel Zumbi"                         | Jodin Binstock    | Micho Rutare                   | 20 de Novembro de 2015 17 de Janeiro de 2016 | 0.77                  |
| O grupo encontra um outro grupo de sobreviventes em um hotel, que tinham ficados lá desde que o apocalipse começou. Esse outro grupo é liderado por um ex-gerente de comunicações chamado Gideão, que facilita a confiança e diálogo entre os dois grupos. O grupo separa a investigar ainda mais o hotel. Ambos Murphy e outra pessoa do outro grupo são disparados, o que faz com que todos convergem para a cena do crime. Enquanto inconsciente, Murphy tem visões, o que provoca mais zumbis a convergir para o hotel, feito por telepatia de Murphy durante seus sonhos. Os dois grupos se reúnem para determinar quem disparou em Murphy. Eventualmente, Gideon assume que Iggy é culpado de filmar Murphy, e expulsa-lo. O verdadeiro atirador ainda está foragido, e tenta atirar mais em duas pessoas, incluindo Doc. Ambos os grupos estão presos no lobby principal como os zumbis do hotel a sair de seus quartos. Em pânico, o atirador se identifica e tenta sair com Dana, mas é baleado. Iggy retorna e mata Gideon. Ambos os grupos deixam o hotel e seguem caminhos separados. |     |                                                         |                   |                                |                                              |                       |
| 25 | 12  | "Party With The Zeros Festa Com Os Zeros"               | Abram Cox         | Lynelle White                  | 27 de Novembro de 2015 17 de Janeiro de 2016 | 0.92                  |
| A equipe se reúne La Reina, A Rainha dos Zeros, depois de terem sidos capturados. |     |                                                         |                   |                                |                                              |                       |
| 26 | 13  | "Adiós, Muchachos"                                      | Abram Cox         | Jennifer Derwingson            | 4 de Dezembro de 2015 17 de Janeiro de 2016  | 0.97                  |
| Roberta Sugere à rainha que Kurian que deve ser o primeiro teste da cura. Kurian é forçado a injetar-se na cura. Kurian é mordido por um zumbi, então, um decapitado, mas parece para sobreviver. A rainha e seus seguidores são injetados com a cura. Kurian revela que todos foram injetados que, com a cura virá sob o controle de Murphy após um tempo de incubação de determinado período. Escorpião tortura Vasquez para descobrir as verdadeiras intenções de Roberta. Escorpião tenta expor Roberta na frente da Rainha, mas a Rainha está sobre o controle de Murphy, e Escorpião é preso pelos seus próprios guardas. A influência de Murphy no grupo da rainha começa a se desgastar como Roberta Vasquez e seu grupo de resgate. Kurian e Murphy começam a atacar. Roberta, chega a tempo para decapitar Kurian. Eles encontram-se com o resto do grupo em tentativa de escapar ao ser perseguido pela rainha e seu grupo. Murphy influencia alguns zumbis para parar grupo Rainha. Escorpião escapa e retorna para lutar Vasquez. Vasquez empurra Escorpião escotilha para ser comido por zumbis. O grupo encontra cinco carros e vão em direção à fronteira da Califórnia. |     |                                                         |                   |                                |                                              |                       |
| 27 | 14  | "Day One Dia Um"                                        | Dan Merchant      | Michael Cassutt                | 11 de Dezembro de 2015 17 de Janeiro de 2016 | 0.83                  |
| Como cidadão Z procura por respostas a respeito de quem tem invadido o seu sistema, os outros refletem sobre onde eles estavam quando tudo começou e ao mesmo tempo viajam para o seu objetivo de encontrar uma cura na Califórnia. |     |                                                         |                   |                                |                                              |                       |
| 28 | 15  | ''All Good Thing Must Come to an End Final dos Tempos'' | John Hyams        | Karl Schaefer & Daniel Shaefer | 18 de Dezembro de 2015 17 de Janeiro de 2016 | 1.10                  |
| Cidadão Z tenta avisar o grupo a abortar a missão, porque o local foi comprometido, mas não teve êxito. Enquanto isso, outro grupo chega em casa e tenta reivindicar a recompensa para encontrar Murphy. No conflito que se seguiu, 10K é baleado. Os sinais da Titia para Dra. Merch para vir para a casa. Um grupo de homens armados liderados pelo capitão do submarino e Dra. Merch chega para escoltar Murphy (e 10K) de distância. Depois que saem, um grupo de homens armados liderados por La Reina chega, procurando Murphy. O grupo de Roberta recua para dentro da casa, onde a Titia fornece um estoque de armas escondidas. Enquanto isso, o capitão revela a Murphy suas intenções de levá-los a Zona, que é uma ilha que está livre de zumbis. Dra. Merch revela que eles tentaram desenvolver uma cura zumbi, mas teve resultados mistos, mas agora o sangue de Murphy vai ajudá-los a alcançar o sucesso. La Reina confronta Roberta, exigindo saber onde Murphy está. No conflito que se seguiu, La Reina está prestes a matar Roberta, mas Escorpião a mata. Vasquez desarma Escorpião, e ameaça matá-lo. No final, Vasquez poupa a vida de Escorpião quando se arrepende mas decide deixar o grupo. Escorpião se junta a Doc, Addy e Roberta e eles chegam em uma praia para ver o submarino, em chamas. Eles também ver Murphy sair em um barco com a Dra. Merch e o capitão, antes de serem capturados por alguns guardas estrangeiros. 10K é longe de ser visto. A cena final mostra a filha de Murphy ter uma festa de chá com alguns zumbis. |     |                                                         |                   |                                |                                              |                       |

### 3ª Temporada
| No. na série | No. | Titulo                                                                 | Diretor(es)         | Escritor(es)                    | Data de Exibição       | Audiência (em Milhões) |
| ------------ | --- | ---------------------------------------------------------------------- | ------------------- | ------------------------------- | ---------------------- | ---------------------- |
| 29           | 1   | ''No Mercy Sem Misericórdia''                                          | Abram Cox           | Karl Schaefer & Daniel Schaefer | 16 de Setembro de 2016 | 1.06                   |
| 30           | 2   | ''No Mercy Sem Misericórdia''                                          | Abram Cox           | Karl Schaefer & Daniel Schaefer | 16 de Setembro de 2016 | 1.06                   |
| 31           | 3   | ''A New Mission Uma Nova Missão''                                      | Dan Merchant        | Dan Merchant                    | 23 de Setembro de 2016 | 1.03                   |
| 32           | 4   | ''Murphy's Miracle Milagre de Murphy''                                 | Alexander Yellen    | Michael Cassutt                 | 30 de Setembro de 2016 | 0.86                   |
| 33           | 5   | ''Escorpion and the Red Hand Escorpion e a Mão Vermelha''              | Jason McKee         | Steven Graham                   | 7 de Outubro de 2016   | 0.85                   |
| 34           | 6   | ''Little Red and the WolfZ Vermelhinho e o LoboZ''                     | Juan A. Mas         | Jennifer Derwingson             | 14 de Outubro de 2016  | 0.80                   |
| 35           | 7   | ''Doc Flew Over the Cuckoo's Nest Doc Voando Sobre um Ninho de Cucos'' | Dan Merchant        | Tye Lombardi                    | 21 de Outubro de 2016  | 0.77                   |
| 36           | 8   | ''Welcome to Murphytown Bem-Vindo á Murphytown''                       | Jodi Binstock       | Jodi Binstock                   | 28 de Outubro de 2016  | 0.72                   |
| 37           | 9   | ''Election Day Dia de Eleição''                                        | Andrew Drazek       | Delondra Williams               | 4 de Novembro de 2016  | 0.87                   |
| 38           | 10  | ''Heart of Darkness Coração das Trevas''                               | Abram Cox           | Michael Cassutt                 | 11 de Novembro de 2016 | 0.92                   |
| 39           | 11  | ''They Grown Up So Quickly Eles Crescem tão Rápido''                   | Alexander Yellen    | Craig Engler                    | 18 de Novembro de 2016 | 0.77                   |
| 40           | 12  | ''Doc's Angels As Panteras de Doc''                                    | Youssef Delara      | Natalia Fernandez               | 25 de Novembro de 2016 | 1.01                   |
| 41           | 13  | ''The Siege of Murphytown O Cerco de Murphytown''                      | Dan Merchant        | Dan Merchant                    | 2 de Dezembro de 2016  | 0.74                   |
| 42           | 14  | ''Duel Duelo''                                                         | Jennifer Derwingson | Jennifer Derwingson             | 9 de Dezembro de 2016  | 0.76                   |
| 43           | 15  | ''Everybody Dies in the End Todo Mundo Morre no Fim''                  | Abram Cox           | Abram Cox                       | 16 de Dezembro de 2016 | 0.87                   |

aurora boreal é salvo pelos iglu,e a marca do murphy ainda comanda 10k e a doutora

### 4ª Temporada
| No. na série | No. | Titulo                                                              | Diretor(es)         | Escritor(es)                    | Data de Exibição       | Audiência (em milhões) |
| ------------ | --- | ------------------------------------------------------------------- | ------------------- | ------------------------------- | ---------------------- | ---------------------- |
| 44           | 1   | ''Warren's Dream Sonho da Warren''                                  | Abram Cox           | Karl Schaefer                   | 29 de Setembro de 2017 | 0.58                   |
| 45           | 2   | ''Escape from Zona Fuja de Zona''                                   | Abram Cox           | John Hyams                      | 6 de Outubro de 2017   | 0.55                   |
| 46           | 3   | ''The Vanishing O desaparecimento"                                  | Alexander Yellen    | John Hyams                      | 13 de Outubro de 2017  | 0.58                   |
| 47           | 4   | ''A New Mission: Keep Moving Uma Nova Missão: Continue se Movendo'' | Keith Allan         | Delondra Williams               | 20 de Outubro de 2017  | 0.62                   |
| 48           | 5   | ''The Unknowns Os Desconhecidos''                                   | J.D. McKee          | Craig Engler                    | 27 de Outubro de 2017  | 0.60                   |
| 49           | 6   | "Back From the Undead De volta dos mortos-vivos"                    | Alexander Yellen    | Michael Cassutt                 | 3 de Novembro de 2017  | 0.58                   |
| 50           | 7   | "Warren’s Wedding Casamento de Warren"                              | Steve Graham        | Steve Graham                    | 10 de Novembro de 2017 | 0.65                   |
| 51           | 8   | "Crisis of Faith Crise de fé"                                       | Jennifer Derwingson | Jennifer Derwingson             | 17 de Novembro de 2017 | 0.64                   |
| 52           | 9   | "We Interrupt This Program Interrompemos este programa"             | Dan Merchant        | Dan Merchant                    | 24 de Novembro de 2017 | 0.62                   |
| 53           | 10  | "Frenemies"                                                         | Juan A. Mas         | Abram Cox                       | 1 de Dezembro de 2017  | 0.52                   |
| 54           | 11  | "Return to Mercy Labs"                                              | Jodi Binstock       | Jodi Binstock                   | 8 de Dezembro de 2017  | 0.57                   |
| 55           | 12  | "Mt. Weather"                                                       | Dan Merchant        | Craig Engler                    | 15 de Dezembro de 2017 | 0.61                   |
| 56           | 13  | "The Black Rainbow O arco-íris preto"                               | Abram Cox           | Karl Schaefer & Daniel Schaefer | 22 de Dezembro de 2017 | 0.56                   |

infelizmente 10 mil vira mais um servo de murphy após a mordida no pescoço,mas mesmo assim ele protege os amigos

## sites de Ligações externas
- «Página oficial» (em inglês)
- Z Nation. no IMDb.

1. 1 2 3  «Syfy Orders 13 Episodes Of Zombie Series Z NATION, From The Creators Of EUREKA And SHARKNADO!!» (em inglês). aintitcool.com
2. ↑  «Syfy divulga data de estreia e trailer da série de zumbis 'Z Nation'». cinepop.com.br. Consultado em 20 de outubro de 2015. Arquivado do original em 3 de março de 2016
3. ↑  «Netflix garante a exibição de mais uma série: Z Nation». AdoroCinema
4. ↑  «Syfy renova Z Nation para uma segunda temporada». spinoff.com.br
5. ↑  «Z Nation: 2ª temporada da série de zumbis ganha data de estreia e fotos». observatoriodocinema.com.br
6. ↑  «Z Nation é renovada para a terceira temporada». Omelete
7. ↑  «From Universal Pictures Home Entertainment: Z Nation: Season One» (em inglês). prnewswire.com